# الاحتجاجات الإيرانية 2017–2018
الاحتجاجات الإيرانية 2017–18 (بالفارسية: تظاهرات 1396 ایران) هي مجموعة من المظاهرات اندلعت في عدد من المدن الإيرانية ابتداءًا من يوم 28 ديسمبر 2017 في مدينة مشهد شمال شرقي البلاد. وتمّ الدّعوة للمشاركة في المظاهرة الّتي كانت تسمّى في البداية «لا للغلاء» واحتجاج على السياسات الاقتصادية لحكومة حسن روحاني على الشبكات الاجتماعية، ولكن تجاوز نطاقها العام إلى بعض الشعارات السياسية التي ردّدها بعض المحتجّين.
على الرغم من الشعارات الراديكالية التي ترددت في بعض التجمعات، ولكن العديد من الأحزاب والشخصيات ووسائل الإعلام داخل النظام، اعتبروا الاحتجاجات صحيحة وطالبوا بمساءلة الحكومة واليقظة للشعب لمنع استغلال الأعداء للاحتجاجات.

## خلفية وأسباب
لم تصل التحسينات الاقتصادية بعد خطة العمل الشاملة المشتركة إلى حياة المواطن الإيراني المتوسط. ويبدو أن ارتفاع معدل البطالة وزيادة بعض أسعار الأغذية قد حفزا الاحتجاجات الاقتصادية. ووفقا للبنك المركزي الإيراني، ارتفعت أسعار البيض بنسبة 9 في المئة في الأسبوع قبل 22 ديسمبر، و53.7٪ مقارنة بالعام الماضي، (3 - 4.1 $) لكل علبة من 30 بيضة. وكانت الزيادة ناجمة عن إعدام حوالي 15 مليون دجاجة خلال ثلاثة شهور الماضية بسبب إنفلونزا الطيور.
وسبق أن ناقش البرلمان الإيراني مشروع الميزانية للسنة الفارسية المقبلة والذي أدى إلى انتقادات من قبل نواب البرلمان من جميع الأطياف السياسية - إصلاحية وأصولية -، تتعلق بفرض ضرائب جديدة أو زيادة في الضرائب (مثل ضرائب استيراد السيارات والخروج من البلاد وكذلك ضرائب المطارات بعدة أضعاف) وزيادة في أسعار المحروقات وزيادة ميزانية الأجهزة الحكومية على حساب زيادة الضرائب وحذف الدعم الحكومي عن عامة الشعب، ممّا قد يؤثر على الوضع الاقتصادي للمواطنين، ومعدلات النمو والتضخم في البلاد وقد حذّر بعض النواب من أن مشروع الميزانية العامة قد يخلق بشكله الحالي غضب شعبي وأزمات وتوترات اجتماعية.

### أسباب
حول أسباب المظاهرات قال أحمد توكلي رئيس مجلس الإدارة لمنظمة «مراقبة الشفافية والعدالة» ومن الشخصيات الأصولية في إيران في مقابلة مع وكالة فارس للأنباء، أنّ الاحتجاجات كانت نتيجة لثلاثة عوامل: الأول، اتخاذ سياسات التكيف الاقتصادي القاسية لصندوق النقد الدولي، والثاني ضعف الحكومة والمسؤولين في حل المشاكل الاقتصادية والأخير، تجنب الشفافية والمساءلة عن القرارات المتخذة من قبل الحكومة. ويصف عبد المجيد شيخي وهو خبير اقتصادي إيراني أسباب المظاهرات كالتالي: «الحكومتان الحادية عشرة والثانية عشرة، فشلتا في إعادة بناء الاقتصاد الإيراني، كما توقعتا. وهتفتا بشعارات، ولكن تجاهلتا معظمها. كما توقع الشّعب أن يتحقّق الكثير من الوعود التي قطعتها حكومة السيد روحاني لكن لم تتحقّق. وهناك مسألة أخرى وهي نظرة المسؤولين. وقد أظهرت التجارب أنّه عندما دخل الليبراليون ودعاة اقتصاد السوق الحرة إلى الحكومة، فقد اتخذوا إجراءات تتناقض بشدة مع المطالب الشعبية وقد احتج الناس على أفعالهم. وحدث نفس الشيء بعد الحرب العراقية الإيرانية، عندما أصبح هاشمي رفسنجاني رئيسًا، سيطر عليه الاقتصاديون الليبراليون ونفذوا الإصدارات الليبرالية للاقتصاد. في ذلك الوقت أيضًا بدأت المظاهرات بسبب السياسات الاقتصادية للحكومة. وكانت من السياسات الاقتصادية لحكومة هاشمي رفسنجاني، رفع الدعم على السلع الأساسية، بما في ذلك البنزين و...إلخ.»
وقالت وكالة تسنيم الدولية للأنباء في مقالة نشرتها على موقعها أنّ «المطالب الأساسية للمحتجّين تمثّلت في حلّ المشاكل المعيشية إذ يجب القول أنّها تجمعات عمّالية ونقابية لديها مطالب محقّة؛ بما يستدعي المسؤولين في البلاد التفكير بالحل العاجل لهؤلاء ولاسيما أصحاب الدّخل الضعيف منهم الذين يتحمّلون معظم الضغوط الاقتصادية.»
واعتبرت قناة الجزيرة في برنامج «ما وراء الخبر» والذي بثّ في 29 ديسمبر 2017، الغلاء والبطالة وفرض الضرائب وعدم نجاح الاتّفاق النووي بين أيران ومجموعة 5+1 في تحقق ما أملوه وتوقّعوه اقتصاديًّا، من أسباب هذه المظاهرات.
كما أشار محجوب الزويري أستاذ دراسات الخليج وإيران في جامعة قطر، إلى ثلاثة عوامل للمظاهرات: أولها اعتماد الاقتصاد الإيراني على النفط، والثاني عدم إجراء تطوير إستراتيجي للبنية الاقتصادية ولا تشريعات أساسية ولا نظام بنكي، والثالث فشل الاتفاق النووي في جلب عائدات مالية منتظرة بسبب التعقيدات التي وضعها دونالد ترامب منذ قدومه للسلطة.

## التفاصيل

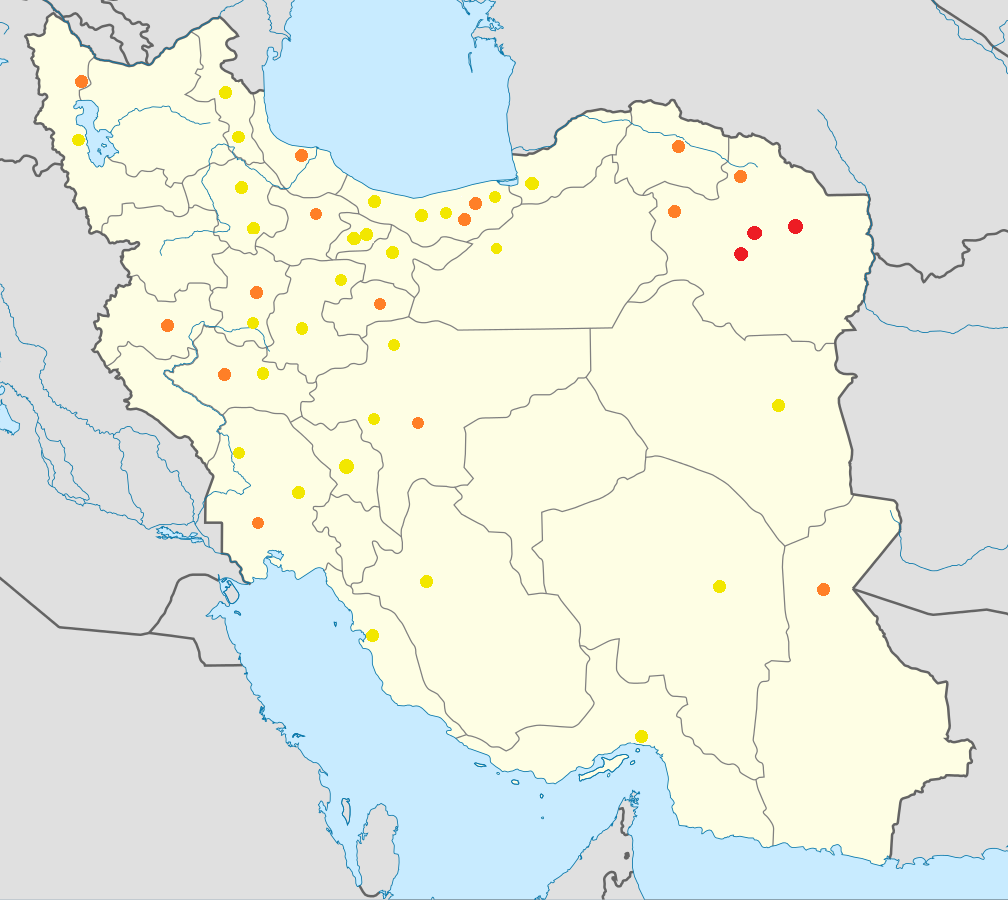
خريطة إيران توضح المدن التي بدأت فيها المظاهرات في الايام الثلاثة 28-29-30 من شهر ديسمبر 2017:
اللون الأحمر: 28 ديسمبر
اللون البرتقالي: 29 ديسمبر
اللون الأصفر: 30 ديسمبر

في يوم 28 ديسمبر 2017 خرج مجموعة من الخاسرين من المؤسسات المالية من أهالي مدينة مشهد في مظاهرات احتجاجًا على البطالة والفقر وارتفاع الأسعار يرافقها شعارات ومتطلبات اقتصادية. تمّ الدّعوة للمشاركة في المظاهرة الّتي كانت تسمّى في البداية «لا للغلاء» على الشبكات الاجتماعية، ولكن تجاوز نطاقها العام إلى بعض الشعارات السياسية التي ردّدها بعض المحتجّين. وكان بعض الشعارات الاقتصادية التي تردّدت في التجمّعات السلمية على الغلاء وارتفاع الأسعار، کالتالي: «التضخم، الغلاء، نطالب المسائلة يا روحاني»، «الأثرياء المترفين، عارٌ للشعب»، «الموت للغلاء» و«الموت للبطالة» كما أن بعض الشعارات السياسية تردّدت في بعض التجمعات من قبل بعض المحتجّين، مثل «الموت لروحاني والموت للديكتاتور» ورفع المحتجون لافتات تعلن الرفض لتدخلات إيران في المنطقة العربية وكما رفع المحتجون شعار «انسحبوا من سوريا وفكروا بنا» و«لا للبنان ولا لغزة.. نعم لإيران» في إشارة لتدخل طهران في البلدان العربية.
وفي أعقاب المظاهرات في مشهد، شهد عدد من المدن في الأيام التالية تجمعات في بعض أنحاء البلاد. فشهدت مدن نيسابور كرمانشاه ورشت وساري وقم وقزوين وهمدان تجمعات كانت مصحوبة بشعارات. لكن شهدت مطالب المتظاهرين تحولًا من التّركيز على المشاكل الاقتصادية إلى رفع شعارات سياسية تنتقد الحكومة فتوجّه الاحتجاجات لعناوين مغايرة وتمّ اتخاذها طابعًا سياسيًا مناوئًا للنظام، ما تزايدت مع انجراف المتظاهرين إلى أعمال شغب. حيث قامت أعداد صغيرة من بين هذه التجمعات بالهجوم على مراكز حكومية، ومصارف بالإضافة إلى قيامهم بأعمال تخريبية للأماكن العامة.
وكثير من الناس الذين كانوا يحتجّون على الغلاء، عندما رأوا تردّد الشعارات السياسية لقادة هذه التجمعات، فضّلوا عدم مرافقتهم.
استمرت نداءات التظاهر في الأيام التالية عبر وسائل التواصل الاجتماعي خصوصًا تويتر وتيليجرام وتداول الناشطون هاشتاغات تحت عنوان #المظاهرات_العامة. كما دعت قناة «آمد نيوز» وهي إحدى القنوات المناهضة لإيران على تطبيق تيليجرام المتظاهرين إلى مواجهة مسلحة بقنابل يدوية، مُسديةً مجموعة من التعليمات والنصائح في كيفية صنع القنبلة، أو كيفية مواجهة القوات المناهضة للشغب وقامت بعض القنوات على تطبيق تيليجرام إلى نشر مقاطع فيديو عن أحدث أساليب الاغتيال وصنع القنابل اليدوية وطلبت من الناس الإضرار بالممتلكات العامة. ما دفع وزير الاتصالات الإيراني، محمد جواد آذري جهرمي، إلى مراسلة مؤسس تلغرام عبر موقع تويتر وطلب منه إغلاق القناة نهائيًا بسبب تحريضها على العنف ضد الشرطة والحكومة وصناعة المولوتوف والزجاجات الحارقة، لاستخدامها ضد القوات الأمنية، وردّ بافل دروف على الوزير مغرّدًا بأن «أي دعوة للعنف عبر تلغرام محظورة». بعد ذلك بساعة، أُغلقَت القناة نهائيًا، وكتب دوروف في تعليق له على حجب قناة «آمد نيوز» على التلغرام: «إن قناة آمد نيوز على التلغرام قد تمّ حجبه بسبب حثّه متابعيه على استخدام القنابل المصنعة يدويا ضد الشرطة وهو الأمر الذي يتناقض مع سياسة «حظر الدعوة للعنف»». لكنّها ما لبثت أن عاودت القناة عملها التحريضي عبر قناة جديدة. وبناءً عليه، عمدت الحكومة الإيرانية بقرار من المجلس الأعلى للأمن القومي الإيراني إلى تقييد الوصول إلى تطبيقي «تلغرام» و«إنستقرام» عبر الهواتف النقالة، مؤقتًا. وفي 4 يناير اتخذ المجلس الأعلى للأمن القومي الإيراني، قرارًا باستئناف إمكانية الوصول لشبكة التواصل الاجتماعي «إنستغرام» في إيران بعد حظره لأربعة أيام. كذلك تمّ رفع الحظر عن تطبيق تلغرام في 13 يناير.

## عنف وأعمال شغب

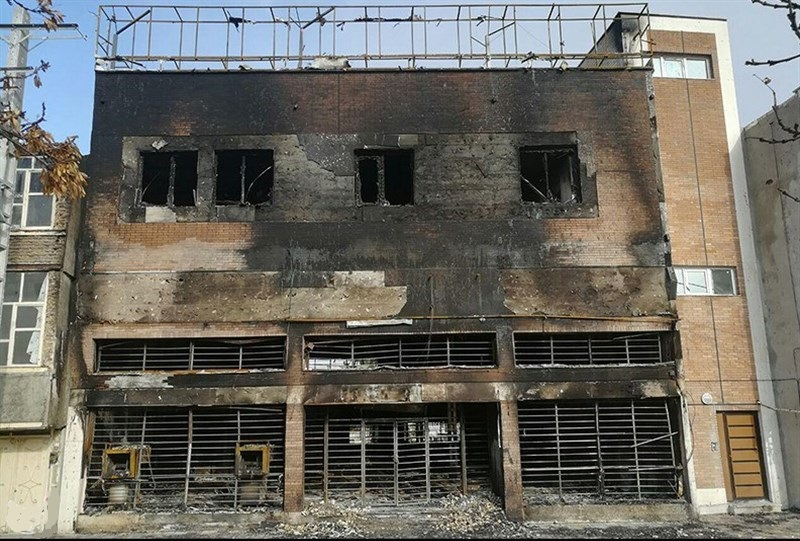
الأضرار التي لحقت بالممتلكات العامة (البنك في الصورة) وسط الاحتجاجات في مدينة دورود

في أعقاب اندلاع المظاهرات السلمية في بعض المدن الإيرانية بداية من مدينة مشهد شرق إيران حيث قام مودّعون في بعض المؤسسات المالية والمصارف بحركة احتجاجية على التأخير في استلام ودائعهم، وأقاموا عددًا من التجمعات السلمية لمتابعة احتجاجاتهم، حاول البعض تحويل الشعارات الاقتصادية والمعيشية إلى شعارات سياسية وبعد إطلاق هذه الشعارات تمهدت الأرضية للاشتباك والفوضى وقام البعض بإلحاق الضرر بالممتلكات العامة، حيث قام بعض المحتجين بعد الاشتباك مع الشرطة وبعض المارة بالهجوم علی الممتلكات العامة كالمصارف ومواقف الحافلات. كما قامت بعض القنوات المعارضة للنظام الإيراني على «تيليجرام» بتحريض الإيرانيين على إثارة الشغب في الشارع، وتعليمهم كيفية صناعة قنابل «مولوتوف»، ودعوتهم إلى النزول بسياراتهم إلى الشارع من أجل إغلاق الطرقات. والأخرى نشرت مقاطع فيديو عن أحدث أساليب الاغتيال وصنع القنابل اليدوية وطلبت من الناس الإضرار بالممتلكات العامة.
فحَسب إعلان مدعي عام طهران عباس جعفري دولت آبادي «هاجم بعض المحتجين المساجد ومحطات البنزين والأماكن الحكومية وقاموا بتدمير الممتلكات العامة وتمّ اعتقال عدد منهم». كما قام البعض بتخريب محطات حافلات نقل الركاب وكسر زجاجها بالحجارة وإحراق حاويات القمامة وتحطيم الحواجز الحديدية التي تفصل مسارات الشوارع عن بعضها بعضا. وقال دولت آبادي أنّ هذه التصرفات «مؤشر تماما لتدخلات الأجانب في هذه الأحداث وطابعها الإجرامي، لأن الشعب لا يحرق أبدًا الحسينية أو البنك.»
وفي محافظة لرستان وفقًا لمحافظ مدينة دورود ما شاء الله نعمتي، إن «محتجين قاموا بحرق عدد من الممتلكات العامة في المدينة، وقامت سيارات الإطفاء بإخماد الحريق في أحد البنوك، وعند عودة إحدى سيارات الإطفاء إلى مقرّها هجم عليها بعض المتظاهرين، وانتزعوها من رجال الإطفاء، ودهسوا بها بعض المتظاهرين الآخرين، ما أدّى إلى مقتل أب وولده في الرابعة عشر من عمره على جسر وحدت في المدينة.» وبعد يومين من الحادث أعلنت وزارة الاستخبارات والأمن الوطني الإيراني عن اعتقال شخص تسبّب في قتل مواطنين قائلتًا «ان الشخص المعتقل له سوابق إجرامية عديدة منها البلطجة والسرقة وفي الاضطرابات الاخيرة قام بتدمير ممتلكات عامة وأدى إلى قتل وجرح عدد من المواطنين بعد سرقته سيارة إطفاء.»
وفي محافظة مازندران شمال إيران قامت مجموعة من الأفراد بإحراق ثلاثة مراقد لأولياء الصّالحين من ذرية أئمة أهل البيت وما فيها من المصاحف وكتب الأدعية والكتب الدينية. وأشار المدير العام لاوقاف محافظة مازندران إلى اعتقال ثلاثة أشخاص على صلة بهذه الأحداث.
وفي لمحافظة خوزستان أعلن قائممقام مدينة ايذة إنّ «3 من مثيري الشغب قتلوا بالرصاص شابّا يافعًا على بعد كيلومترين من مكان الاضطرابات إلّا أنّ قوى الأمن والشرطة ألقت القبض عليهم». وفي محافظة إصفهان استهدف المحتجّون في 1 يناير قوات الشرطة والأمن في منطقة كهريزسنغ ماأدّى إلى مقتل سجاد شاه‌سنائي وهو أحد منتسبي سلاح الجوفضاء التابع للحرس الثوري كما سبّب جرح آخرين. وفي نجف آباد قام أحد المحتجين بإطلاق النار نحو رجال الشرطة مستخدمًا نوعًا من أنواع أسلحة الصيد ما أدّى إلى مقتل شرطي وجرح ثلاثة آخرين.
في 4 يناير كشفت مصادر أمنية في البلد عن تفاصيل عملية مواجهة قوات الحرس الثوري لمجموعة مسلحة مناهضة في مدينة بيرانشهر غرب إيران على الحدود مع اقليم كردستان العراق مضيفةً أن «المجموعة المسلحة المناهضة للثورة دخلت إلى البلاد بهدف تنفيذ عمليات تخريبية واستمرار الاضطرابات الأخيرة في إيران، وتم رصد المجموعة الإرهابية من قبل قوات الحرس الثوري وخلال عملية القاء القبض عليهم استخدم الارهابيون سيدة ريفية كدرع بشري وقاموا بإطلاق النار على عناصر الحرس.» وأعلنت المصادر عن مقتل ثلاثة من قوات الحرس الثوري خلال الاشتباكات والقبض على أحد المسلحين وإصابة عدد آخر منهم بجراح، مشيرةً إلى أنه «تم خلال الأيام الأخيرة القبض على ثلاثة مجموعات إرهابية في غرب البلاد.»
وفي 5 يناير أعلنت وزارة الاستخبارات والأمن الوطني الإيراني إن «أجهزة الأمن استطاعت صباح اليوم الجمعة القضاء على خلية إرهابية تابعة لحركة مجاهدي خلق التي قامت خلال الايام الماضية بأعمال تخريبية في محافظة لرستان. وفقًا لبيان الوزارة «تم اعتقال خمسة من أعضاء هذه الخلية الإرهابية فيما أصيب شخص بجروح أثناء الاشتباك خلال عملية إلقاء القبض عليهم.»

## تدخّل أجنبي
منذ الأيام الأولى للاحتجاجات أبدى الرئيس الأمريكي ونواب من الحزب الجمهوري الأمريكي دعمهم للاحتجاجات. وجاء ذلك عبر تغريدات لترامب على موقع تويتر وفي تصريحات النواب في البرنامج التلفيزيوني على شبكة سي بي إس نيوز. واستمرّت تغريدات الرئيس الأمريكي الداعمة للاحتجاجات في الأيام التالية حيث وعد ترامب المحتجين بأنّهم «سيرون دعمًا عظيما من قبل الولايات المتحدة في وقت مناسب». كذلك أبدى رئيس الوزراء الإسرائيلي بنيامين نتنياهو في فيديو نشره على صفحته الرسمية على موقع فيسبوك دعمه للمتظاهرين وتمنّى لهم النجاح. كما قام بعض أعضاء مجلس الوزراء الإسرائيلي منهم وزير الاستخبارات الإسرائيلي إسرائيل كاتس بدعم الاحتجاجات في إيران عبر تغريدات على تويتر. واعتبر قسطنطين كوساتشوف، رئيس لجنة الشؤون الدولية في مجلس الاتحاد (الشيوخ) الروسي، أن ثمة عاملا خارجيا وراء الاحتجاجات في إيران معربًا أن «الولايات المتحدة تجري مشاورات مع إسرائيل حول سبل الضغط على طهران»، وأن البلدين «عقدا في ال2 ديسمبر اتّفاقًا سرّيًا بشأن التصدي للسياسة الإيرانية.» وفي هذا السياق قال المنظر الأمريكي في جامعة هارفارد إستيفن لندمن أن هناك اتفاقًا بين ترامب ونتنياهو لزعزعة الوضع في إيران، مدعيًا أن الاضطرابات الأخيرة التي تشهدها إيران يقودها كل من الموساد ووكالة المخابرات المركزية الأمريكية.
في 3 يناير أعلن رئيس دائرة القضاء في بروجرد عن إلقاء القبض على شخص في هذه المدينة يحمل الجنسية الأوروبية كان يقوم بقيادة الاضطرابات مضيفًا أنه «هذا الشخص الذي كان يقود مثيري الشغب، تلقّى التدريب من قبل وكالات تجسس في أوروبا، وقد قدم إلى بروجرد لإدارة مسرح أعمال الشغب.» وفي إشارة إلى ممارسة أعمال الشغب من قبل بعض المحتجين، قال المتحدّث باسم لجنة الأمن القومي في مجلس الشورى الإسلامي في إيران حسين نقوي حسيني أنه «لدينا وثائق تدلّ على أن الكيان الصهيوني يدعم هذا الشغب وأيضا لدينا وثائق ثابتة تؤكّد أن الأمريكيين يدعمون ما يحدث إلى جانب بعض الدول في المنطقة الذين يدعمون ما يجري في الإعلام وفي مجال الاتصالات.» كما قال العميد حسين أشتري قائد قوات الشرطة في إيران أنّه «بعد يوم أو يومين من بداية المظاهرات نفذ داخل هذه التظاهرات عدة أشخاص واستطاعوا أن يغيّروا الهدف الذي خرج من أجله التظاهرات ما أدى إلى تخريب الممتلكات العامة وذلك تنفيذًا للتوصيات التي تلقّوها من الخارج.» وفي تصريح للتلفزيون الإيراني حول أعمال الشغب في إيران قال القائد العام لحرس الثورة الاسلامية في إيران اللواء محمد علي جعفري أن «أميركا والصهاينة وآل سعود قد أصدروا الأوامر لداعش للتسلل إلى إيران وقد تسلّلت بعض طلائع خلاياهم لتنفيذ عمليات تفجير وتخريب» وأكد أن «مثيري الشغب تدرّبوا على أيدي منظمة خلق الإرهابية.»
وسبق أن نشرت وكالة تسنيم الدولية للأنباء في 31 ديسمبر تفاصيل حول بحث مفصّل عن تداول الهاشتاغات المتعلقة بالاحتجاجات الإيرانية للناشطين على موقع تويتر تحت عنوان #التظاهرات_العامة (#تظاهرات_سراسرى) بعد يومين من بداية الاحتجاجات. وأفادت الوكالة أنّها قامت بببحث عن هاشتاغ (#تظاهرات_سراسرى) أي #التظاهرات_العامة على موقع trendsmap لتعلم مواقع نشر هذا الهاشتاغ في العالم. فأظهرت الإحصائيّة أن 74 بالمئة من التغريدات التي استخدمت هذا الهاشتاغ تنشر من خارج إيران وأن السعودية احتلّت المرتبة الأولى بنسبة 27 بالمئة في الدول التي تنشر منها هذا الهاشتاغ.
في 13 فبراير 2018 وفي حوار مع «صحيفة عكاظ» السعودية، اعترفت مريم رجوي زعيمة حركة مجاهدي خلق وهي أكبر وأنشط حركة معارضة إيرانية في الخارج، بأن عناصر هذه الحركة ساهمت في الاضطرابات الاخيرة في إيران، قائلتًا أنّه «بطبيعة الحال، فإن ما يحدث في إيران هو عمل شبكات مجاهدي خلق في مدن مختلفة، ولا علاقة له بأنشطة المقاومة السياسية على الصعيد الدولي، بما في ذلك في فرنسا» وأکدت أنّه «في الواقع الانتفاضات ظهرت هذه المرة في شكل جديد... وكان لمعاقل المقاومة ومراكز العصيان التابعة لمجاهدي خلق دور كبير فيها.»

## الاعتقالات
في يوم 29 ديسمبر 2017 نقلت وكالة فارس شبه الرسمية للأنباء عن مسؤول قضائي قال إن الشرطة إعتقلت 52 شخصا في المظاهرات التي خرجت البارحه. حسب إعلان المتحدث باسم قوى الأمن الداخلي الایراني سعید منتظر المهدي، تم فصل المحتجین الذین كانت لهم مطالب مشروعة عن المخطّطین والمدبّرین لأعمال الشغب الذين تم رصدهم واعتقالهم، وإنّ غالبیة الأفراد المغرر بهم قد تمّ الإفراج عنهم وفق مراحل وبكفالة وجرى اعتقال العناصر الرئیسیة وقادة الشغب.
وفي 10 يناير أصدرت وزارة الأمن الإيرانية بيانًا أوضحت من خلاله بعض التفاصيل حول التعرف وإلقاء القبض على عدد من المجموعات والأشخاص الذين قاموا بعمليات التخريب، قتل وضرب الناس وعناصر الشرطة عبر استخدام السلاح الأبيض والحربي، سرقة الأموال العامة والإخلال بالنظام والأمن العام للمجتمع. وأوضحت الوزارة أنه تم إنجاز بعض المهام حتى اليوم منها «التعرف وتدمير بعض مجموعات إرهابية قد دخلت عبر الحدود الغربية للبلد؛ وإلقاء القبض على المتّهمين ببيع حشوات انفجارية والمواد المتفجرة والزجاجات الحارقة (المولوتوف). إضافة إلى المجموعات التي نشرت مواد تدريبية حول كيفية صناعة المواد المتفجرة وتوجيه التحركات المخلّة بالأمن في الفضاء الإلكتروني ومجموعات كانت توزّع السلاح الأبيض، ورذاذات الفلفل وغيرها من أدوات التخريب. كما تم اعتقال عدد من المتسببين بإلحاق الخسائر والأضرار بالمراكز الدينية، والممتلكات العامة والخاصة بالإضافة إلى خلية عمليات التخريب في بلدة إيذج بينهم متهم حاول إحراق منزل أحد المسؤولين في البلدة، وقد تم ضبط عدد من الأسلحة ومواد صناعة المواد المتفجرة في منزل هذا المتهم.»

## مظاهرات ضد الاضطرابات
بعد مرور ستة أيام من بداية الاضطرابات وممارسات التخريب وأعمال الشغب من قبل بعض المتظاهرين في بعض المدن، شهدت المدن الإيرانية صباح اليوم الأربعاء 3 يناير 2018 مسيرات شعبية حاشدة مؤيدة لنظام الجمهورية الاسلامية الايرانية ومندّدة بأعمال التخريب والشغب التي تخلّلت الاحتجاجات الأخيرة على غلاء الأسعار. حيث أنّ مئات الآلاف من المواطنين شاركوا في مسيرات شعبية حاشدة في العديد من مدن البلاد ومنها قم وأراك وكرمانشاه والأحواز وعبادان وخرمشهر وجرجان وهمدان وخرم آباد وزنجان وإيلام وبوشهر وبجنورد ونجف آباد وجزيرة قشم دعمًا للنظام، معبّرين عن وحدة الشعب بوجه كل المعارضين والتدخلات الأجنبية.
ورفع المتظاهرون الذين مثلوا شتى الشرائح المجتمعية في البلاد بمن فيهم طلبة الجامعات والتلامذة، وأصحاب الحرف، والمسؤولين والنساء وطلبة الحوزات العلمية وغيرهم من أبناء الشعب الإيراني أعلام إيران وصور المرشد الأعلى علي الخامنئي مجدّدين العهد والولاء مع الثورة الإسلامية وولاية الفقيه. وأكد المتظاهرون على الوحدة الوطنية وضرورة اهتمام المسؤولين بمطالب الشعب الحقة، كما رفعوا لافتات تدين «مثيري الشغب» وهم يردّدون هتافات «الله أكبر، خامنئي قائدنا» و«الحسين، الحسين شعارنا والولاية فخرنا» المؤيدة للمرشد الأعلى وأخرى من بينها «الموت لأمريكا» و«الموت لإسرائيل» و«الموت لمثيري الفتنة» و«الموت للمنافقين»، في إشارة إلى حركة مجاهدي خلق التي تتهمها السلطات الإيرانية بتأجيج أعمال العنف.
واستمرت المظاهرات ضد الاضطرابات الأخيرة، في اليوم الخميس في مدن أخرى بما فيها إصفهان ومشهد وشيراز وأردبيل وأرومية وبيرجند وسبزوار وقوتشان ونيسابور وأنديمشك بحضور المسئولين ومختلف الفئات الاجتماعية.
كذلك في اليوم الجمعة انطلقت في العديد من مدن إيرانية بينها العاصمة طهران عقب صلاة الجمعة مسيرات جماهيرية تنديدًا باعمال الشغب والتخريب التي شهدتها بعض المناطق في البلاد مؤخرًا وتجديدا للعهد والميثاق مع الثورة والجمهورية الإسلامية. وشهدت جميع مدن محافظة طهران وكل من ساري وكرمان وبابلسر وتبريز ودماوند مسيرات عفوية عقب صلاة الجامعة.

## ردود الفعل

### المرشد الأعلى

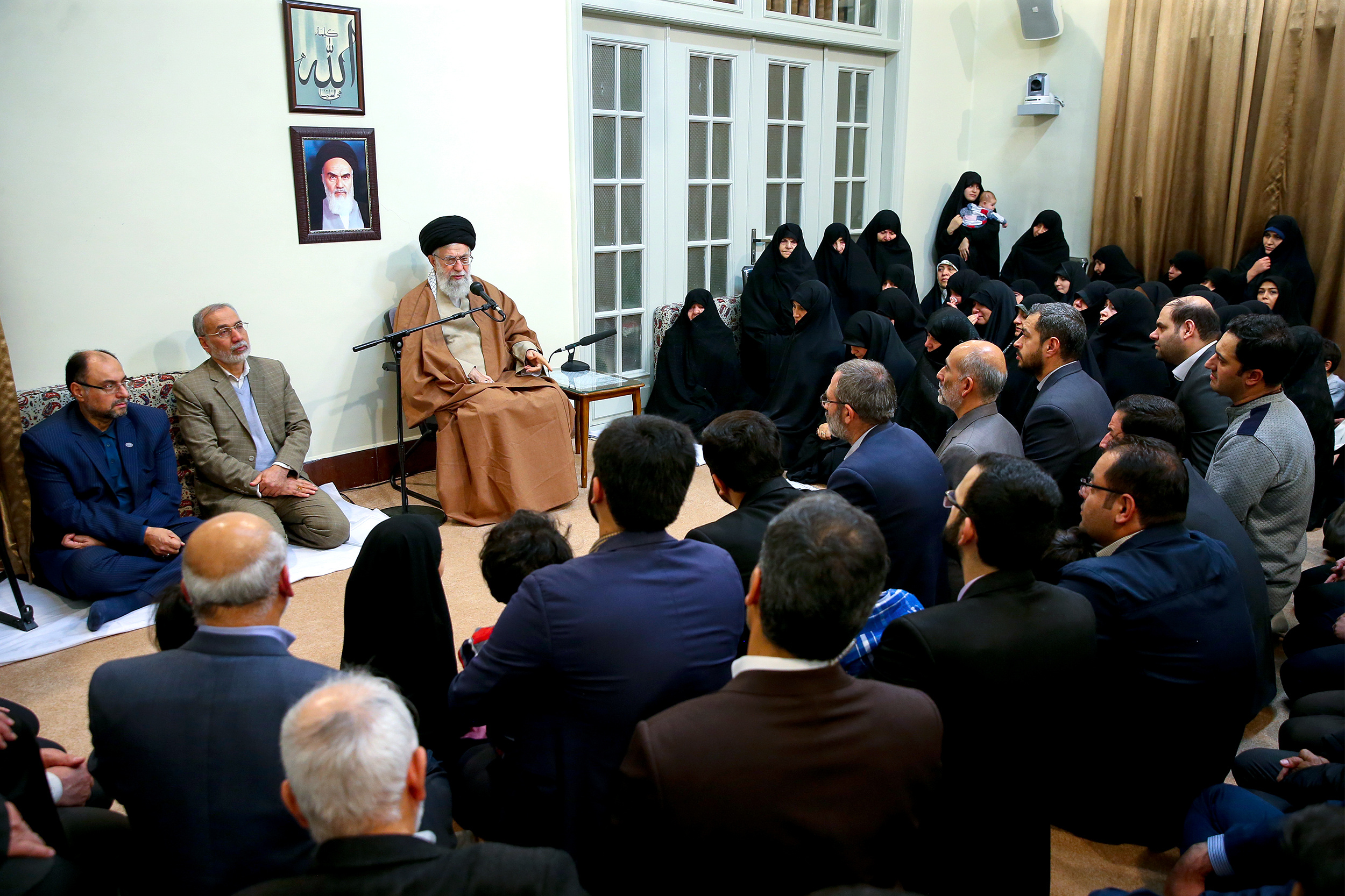
علی خامنئي خلال لقاء أسبوعيّ مع أُسر الشهداء- 2 يناير

قال المرشد الأعلى للثورة الإسلامية في إيران آية الله علي خامنئي خلال لقاء أسبوعيّ مع أُسر الشهداء حول الاضطرابات الأخيرة في البلاد إنّ «الأعداء ينتظرون أيّة فرصة لتوجيه ضربة للشعب الإيراني». وأكّد أنّه «شهدنا خلال الاحداث الاخيرة بأنّ العدو استثمر كافّة إمكانيّاته من المال والسلاح والسياسة والأجهزة الأمنية لإثارة المشاكل للنظام الإسلامي.»، مضيفاً أنّ لديه ما بقوله «في الوقت المناسب للشعب الإيراني حول التطورات الحالية». في 9 يناير وخلال استقباله حشدًا من أهالي مدينة قم بمناسبة ذكرى انتفاضة أهالي المدينة ضد دولة بهلوية في 19 جدي (9 يناير عام 1978) دعا خامنئي إلى ضرورة الفصل بين مطالب المواطنين الحقة وأعمال الشغب الوحشية، مشيرًا إلى أنّ «مطالب المواطنين لا علاقة لها بإحراق العلم الإيراني وإهانة القرآن والإسلام». ومشيرًا إلى أن أعمال الشغب في إيران كانت منظمة، قال إن «أمريكا والصهيونية خطّطوا منذ أشهر لبدء الاضطرابات من المدن الصغيرة ثم نقلها إلى المدن الكبيرة والمركزية». كما توعّد الرئيس الاميركي بالرد قائلًا «على المسؤولين الاميركيين أن يفهموا أن الاضرار التي لحقت بنا خلال هذه الايام لن تمر دون رد.» ووصف الخامنئي «خروج الشعب في مسيرات ضد مؤامرة الأعداء خلال الأيام الماضية بأنه لم يكن حدثا عاديًا وليس له مثيل في العالم»، مضيفا «أقول هذا عن معلومات متوفرة لدي» وأکّد أن «الشعب وجّه رسالة لأمريكا وبريطانيا والمعارضة أنّكم غير قادرين على استهداف إيران».

#### حكومية
- أكد الرئيس الإيراني حسن روحاني ضرورة اليقظة من قبل الجميع تجاه محاولات الاعداء الرامية إلى تيئيس الشعب وإثارة الخلافات وضرب الرصيد الاجتماعي للجمهورية الإسلامية.[83] وأكد روحاني في 31 ديسمبر- مساء الأحد في جلسة مجلس الوزراء الإيراني على أن الاحتجاج والانتقاد في شتى الأمور من حقوق الشعب قائلًا أنّ «أسلوب الاحتجاج والانتقاد يجب أن ينتهي إلى حل مشاكل البلاد وتحسن حياة الناس.[84]» وردًّا على تصريحات ترامب قال روحانی: «إن الرئيس الأمريكي منذ أن وطأت قدماه البيت الابيض، تصرّف ضد الشعب الإيراني ويثير مشاكل بشان السفر إلي أمريكا وإصدار التأشيرات والقضايا المالية والمصرفيّة. هذا الشخص يعادي الشّعب الإيراني ويعمل يوميًّا ضده وتناسى أنه سمّي الشعب الإيراني قبل عدة أشهر بالإرهابي، هذا الشخص لا يمكن له أن يكون حريصًا على الشعب الإيراني ولا يحقّ له التّباكي على هذا الشعب.»[85]»
- أعلن أمين المجلس الاعلى للأمن القومي الإيراني علي شمخاني أنّ «ما يحصل على الإنترنت حول إيران حرب بالوكالة ضد شعبنا والعناصر التنفيذية للحرب على إيران عبر الإنترنت إسرائيلية وغربية.[86]» قائلًا أن «الهاشتاغات المتعلقة بالوضع في إيران تأتي من أميركا وبريطانيا والسعودية وأماكن أخرى و27 % من المشاركين في الحملة على إيران عبر الإنترنت يتبعون لحكومة محمد بن سلمان.» وأفاد شمخاني أن «ما يحصل في إيران سينتهي خلال أيام.[87]»
- رد وزير الخارجية الإيراني محمد جواد ظريف في تغريدة على تويتر على تصريحات المسؤولين الأميركيين حول الاضطرابات الأخيرة أن «الشعب الإيراني يتمتّع بحق التّعبير والاحتجاج خلافًا للدول الصديقة للرئيس الاميركي ترامب في المنطقة وسيحافظ على هذه الحقوق التي حصل عليها بصعوبة، ولن يسمح للمتسلّلين بممارسة أعمال العنف والدمار والتخريب.»[88]»
- دعا وزير الداخلية الإيراني عبد الرضا رحماني فضلي المواطنين إلى الالتزام بالأطر القانونية في المطالبة بحقوقهم لتفويت الفرصة على بعض المخربين الذين يتسبّبون بأضرار بالممتلكات والمال العام.[89]
- قال المساعد السياسي لوزير الداخلية الإيراني إسماعیل جبار زاده خلال مؤتمر صحفي له اليوم الأحد 31 ديسمبر 2017 أن «الحوادث أو التطورات يمكن إدارتها ويمكن تحقيق الأهداف في أجواء آمنة». مضيفًا أن «الحكومة لم تمنع أي تجمعات ما دامت لا تتعرض للمتلكات والأموال العامة».[90]
- رد المتحدث باسم الخارجية الايرانية بهرام قاسمي على تصريحات ترامب قائلًا: «شعب إيران الواعي لا يعيّر أهمية للشعارات الانتهازية المنافقة للسلطات الأمريكية». وأكّد قاسمي على إمكان مطالب الشعب المدنية وفقًا للدستور الإيراني قائلًا أنّ «دستور الجمهورية الإسلامية الإيرانية ينصّ على مبادئ ديمقراطية من أجل الدّعم القانوني لمطالب الشعب المدنية ومن الممكن متابعة هذه المطالب وبصورة كاملة في إطار القانون». وأضاف قاسمي إلى أنّ «لا يرى الإيرانيون دعم السلطات الأمريكية الانتهازي والمضلل لبعض التّجمعات خلال الأيام الأخيرة في بعض المدن الإيرانية، إلا ريائًا ونفاقًا تقوم به الحكومة الأمريكية.»[91]
- قدم مندوب إيران في منظمة الأمم المتحدة غلام علي خوشرو، رسالة إلى الأمین العام للمنظمة ورئیس مجلس الأمن الدولي حول تدخل أميركا في شؤون إیران الداخلیة ودعمها للأعمال التخریبیة فیها قائلًا إنّ «الرئیس الأمیركي ومساعده قد حثّا الإیرانیین على القیام بأعمال التخریب بذریعة دعم احتجاجات متفرّقة انحرفت عدد منها من الحالات من قبل متسلّلین نحو العنف الأعمى والتخریب الواسع والقتل غیر المبرر من خلال تغریداتهما المكررة المثیرة للسخریة.»[92]

#### قوات عسکرية
- أكد الحرس الثوري الإيراني في بيان أصدره بمناسبة ذكرى ملحمة 9 دي (30 ديسمبر) على تعزيز الوحدة واليقطة والوعي الوطني لإحباط مؤامرات الأعداء واستلهام العِبر والدروس ممّا سمّته «فتنة عام 2009» قائلًا أنّه «في حالة التغافل عن قراءة الدروس والعبر لهذا الحدث الهام والمؤثر يجب توقّع ظهور مؤامرات وفتن أكثر تعقيدًا ضد النظام والوطن الإسلامي.[93]»
- أشاد رئيس هيئة الأركان العامة للقوات المسلحة الإيرانية اللواء محمد باقري في بيان أصدره بمناسبة ذكرى ملحمة 9 دي (30 ديسمبر) بهذا الحدث معتبرًا أن «هذه الملحمة الكبرى قضت على الفتنة الخطيرة التي تلت الانتخابات الرئاسية لعام 2009 والمسيئين لعاشوراء الحسين وأظهرت للعالم البصيرة والفطنة التي يتحلّى بها الشعب الإيراني.» وشدّد باقري على «ضرورة رفع راية البصيرة وتحديد العدو والتمسّك بالولاية والوحدة والصمود الوطني في كلّ زمان لاسيّما في الحقبة الحالية المحفوفة بالفتن المعقدة.[94]»

#### علماء الدين
- أكد مجمع علماء الدين المجاهدين في بيان أصدره في ختام اجتماعها الذي عقدته لبحث الأحداث الاخيرة، بأن «الأعداء الألداء للشعب الإيراني وعلى رأسهم أميركا وحركة مجاهدي خلق الارهابية استغلّوا التّجمعات والاحتجاجات الشعبية لدعم مثيري الشغب وأعمال العنف.» واعتبر البيان أن الأحداث الاخيرة أظهرت بان العناصر الانتهازية والمثيرة للشغب تستغل مثل هذه التجمعات والاحتجاجات الشعبية الهادئة لمتابعة أهداف الأعداء الخبيثة عبر إثارة الشغب وزعزعة الأمن وتدمير الممتلكات العامة والإساءة إلى المقدسات الدينية والوطنية وحتى قتل الأفراد الأبرياء.[95]»
- طالب المرجع الديني، آية الله حسين النوري الهمداني، أبناء الشعب الإيراني باليقظة والحذر إزاء ركوب الموجة من قبل أعداء الثورة الإسلامية مؤكدًا أنّه يدعم مطالب الشّعب الحقيقة.[96]

#### معارضة
- قالت مريم رجوي زعيمة حركة مجاهدي خلق المعارضة الإيرانية في تغريدة على تويتر “التحية للمواطنين الأبطال في كرمانشاه الذين انتفضوا بشعار إمّا الموت آو الحرية والموت لروحاني والموت للدكتاتور ويحتجون ضد الغلاء والفقر والفساد يوم أمس مدينة مشهد واليوم كرمانشاه وغدا عموم إيران هذه هي الانتفاضة الكبيرة للشعب لإسقاط دكتاتورية الملالي الفاسدة التعسفية.”.[62]
- قال حسن راضي رئيس مركز الأهواز للدراسات “إن هذه ليست المرة الأولى التي يتظاهر فيها الشعب في إيران، لكن ما يميز هذه المظاهرات هي اتساعها، حيث شملت منذ أمس عدة مدن ومحافظات مركزية، كما أنها تتميز بالجرأة وشجاعة المتظاهرين من خلال رفع سقف المطالب الاقتصادية وتحسين الأوضاع المعيشية واستهداف رأس النظام في إشارة منهم إلى علي خامنئي، وهتفوا ضد سياسات النظام في الداخل والخارج.[97]

### الدولية
- الإمارات العربية المتحدة: قال وزير الدولة الإماراتي للشؤون الخارجية الدكتور أنور محمد قرقاش إلى أنّ الاحتجاجات التي شهدتها إيران، فرصة لتغليب مصلحة الداخل والتنمية في إيران.[98]
- الولايات المتحدة: نشر الرئيس الأمريكي دونالد ترامب فيديو على حسابه في تويتر قال فيه إن الأنظمة القمعية لا يمكن أن تستمر إلى الأبد وسيأتي اليوم عندما يواجه الشعب الإيراني خياراته.[99]
- روسيا: أصدرت وزارة الخارجية الروسية بيانًا وأكدت أنّ «أي تدخّل في الشؤون الإيرانية بهدف إثارة زعزعة الاستقرار في البلاد مرفوض.[100]»
- الصين: أشار المتحدث باسم وزارة الشؤون الخارجية الصينية كنغ شوانغ، خلال مؤتمر صحفي إلى أن «بكين تتابع الاحداث في إيران متأمّلاً أن يعمّ الاستقرار في إيران وأن تشهد تطوّر وتنمية دائمة.» وعلق على تصريحات ترامب تجاه الاحداث في إيران، قائلاً «منذ انطلاق الاحتجاجات في إيران والرئيس الأمريكي متفرغ لنشر الرسائل على تويتر ويدعم هذه الاحتجاجات في حين تعكس استطلاعات الرأي في الداخل الأمريكي عدم ارتياح الشعب الأمريكي وتذمره من شخصية ترامب.[101]»
- تركيا: دعت وزارة الخارجية التركية إلى تغليب الحكمة للحيلولة دون تصاعد الأحداث في إيران، وتجنب التدخلات الخارجية المحرضة على أعمال الشغب.[102]
- لبنان:
  - قال رئيس الاتحاد العالمي لعلماء المقاومة ماهر حمود أن «الهجمة الغربية على إيران سببها الموقف الواضح من القضية الفلسطينية ومن المقاومة»، مؤكدًا أنّ «الشغب فواضح أنّه تدخل أميركي أعلنه الرئيس ترامب بشكل وقح وبعض الدول العربية الأخري».[103]
  - أكدت جبهة العمل الإسلامي في لبنان خلال اجتماعها الدوري، أن «محاولة بعض الدول الخليجية وتهديدها لنقل الصراع إلى الداخل الإيراني محاولة يائسة ولن يكتب لها النجاح.» مشيرًا إلى أنّ «الأحداث التي جرت في إيران، وما رافقها من جرائم قتل وحرق وتخريب للمنشآت العامة والمؤسسات الرسمية أثبتت بشكل واضح التدخل السافر للغرب المعادي للثورة.[104]»
- رأى مفوّض حقوق الإنسان الدولية في الشرق الأوسط وأمين عام الدائرة الأوروبية للأمن والمعلومات السفير الدكتور هيثم أبو سعيد أنّ الأحداث الأخيرة في الجمهورية الإسلامية الإيرانية مقلقة وتحمل في طياتها انتهاكات خطيرة من قبل دول إقليمية وعالمية، قائلًا أن «التطورات الميدانية للحراك القائم تتكوّن من غرفة عمليات ميدانية تشرف مباشرة على إدارة العمليات في مناطق غرب إيران ومقرها أربيل تديرها هيئة قيادة مكونة من ضباط كبار غربيين وإسرائيليين وعرب. والغرفة الثانية للعمليات مسؤولة عن إدارة العمليات في شرق إيران ومقرها مدينة هرات الأفغانية.[105]»

## ذكرى مسيرة 30 ديسمبر

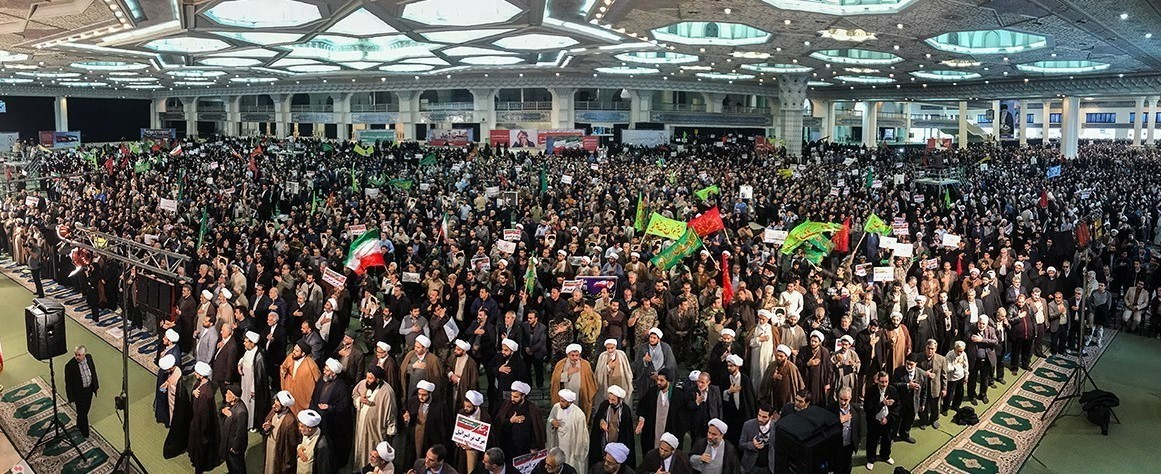
ذكرى مسيرة 30 ديسمبر في طهران

في صباح يوم السبت، الموافق ل30 ديسمبر 2017، انطلقت في جميع المحافظات الإيرانية وفي أكثر من 1200 نقطة في إيران مسيرات حاشدة تخليدا لذكرى ما يسمّى ب«ملحمة الثلاثين من ديسمبر» في إيران (9 دي، حسب التقويم الشمسي)، حيث جدّد المشاركون بالمسيرات العهد من مبادئ الجمهورية الإسلامية في إيران وولاية الفقيه. وقد شهدت العديد من المدن بما فيها العاصمة الإيرانية طهران، ومشهد، وأصفهان، وشيراز، وتبريز، وكرمانشاه، وقزوين، ورشت، وأهواز، وخرمشهر، وقم، مسيرات ضخمة بهذه المناسبة. وردّد المتظاهرون شعارات منددة بأمريكا والكيان الصهيوني والتأكيد على اللحمة الوطنية في مواجهة التدخل الأجنبي في شؤون البلاد.
وفي طهران احتشد آلاف المواطنين في مصلّى العاصمة، مردّدين شعارات تدعم الجمهورية الإسلامية وولاية الفقيه. كما جدّدوا البيعة للولي الفقيه قائد الثورة الإسلامية وشعارات الدفاع عن الثورة ونظامها الإسلامي. واعتبر البيان الصادر عن مراسم، «الفتنة الأميركية – الصّهيونية في العام 2009، انقلابا دوليًّا للإطاحة بالجمهورية الإسلامية».

## معرض صور

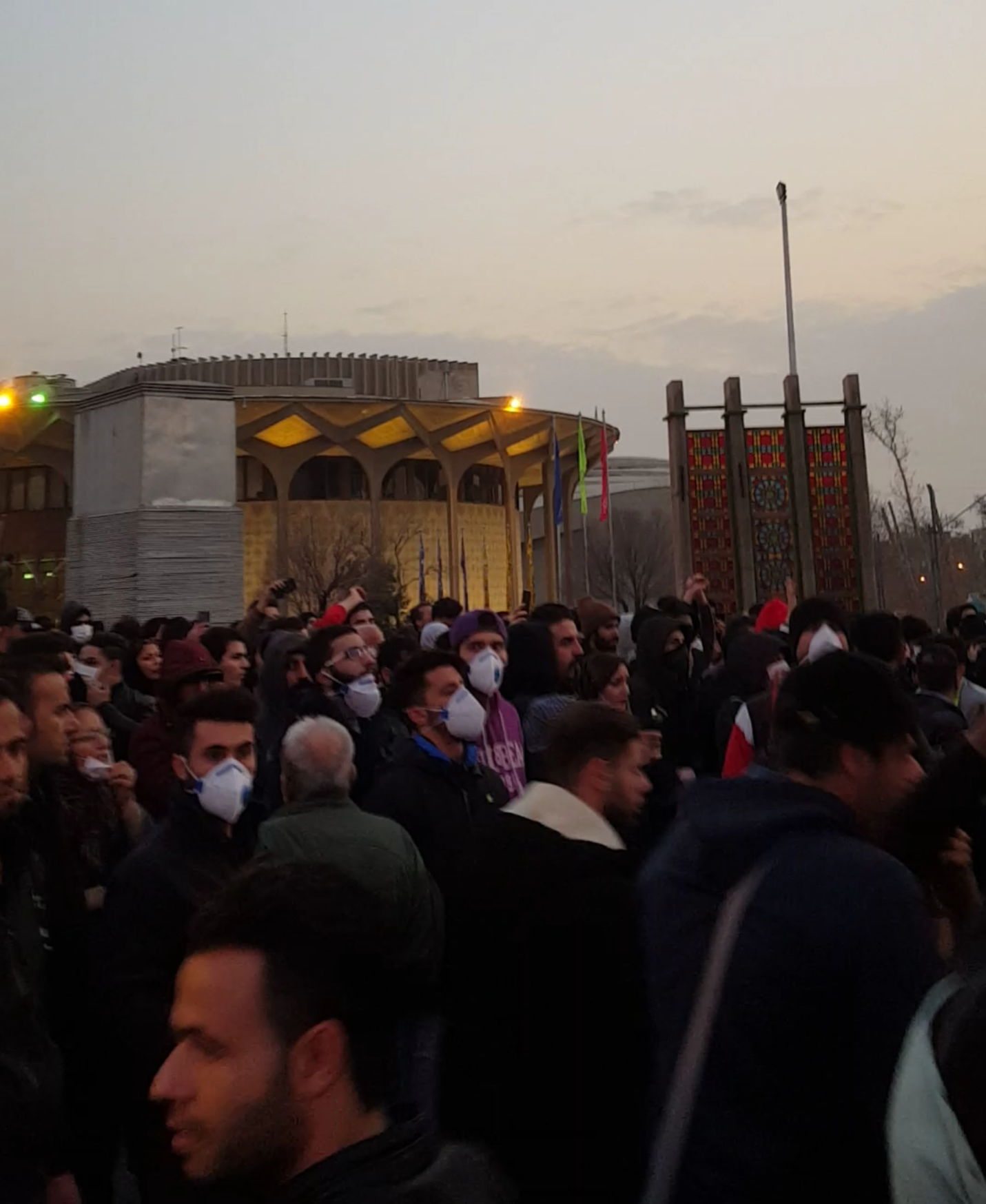
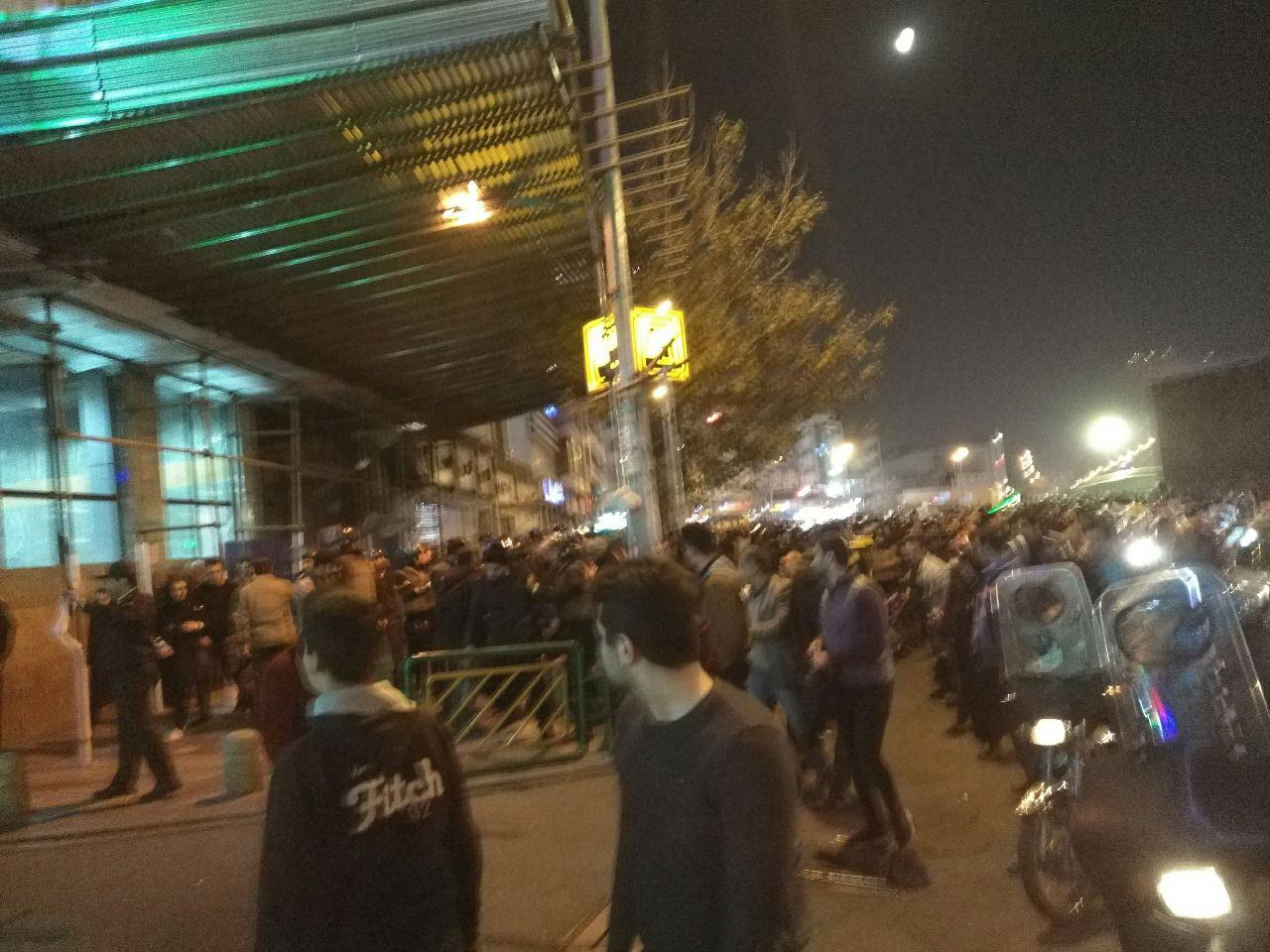
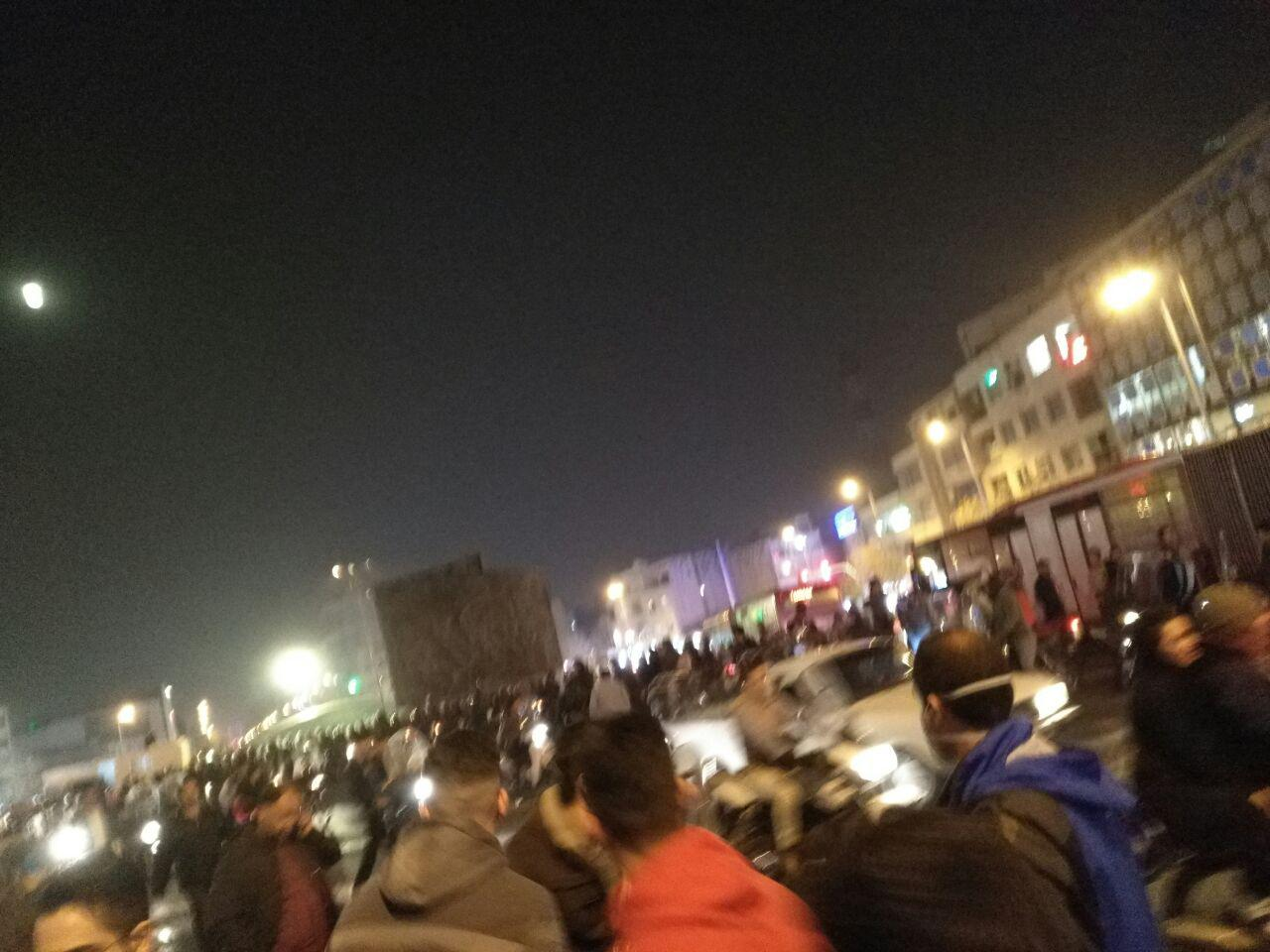